# Helmut Reihlen
Max Helmut Reihlen (* 14. August 1934 in Bergisch Gladbach; † 19. November 2022) war ein deutscher Ingenieur. Er war Direktor des Deutschen Instituts für Normung (DIN) und langjähriger Präses der Landessynode der Evangelischen Kirche in Berlin-Brandenburg (EKiBB).

## Leben
Helmut Reihlen wuchs in Leipzig auf, wo er die Grundschule und später die Leibniz-Oberschule besuchte. Im Jahr 1950 floh seine Familie in den Westen und ließ sich in Köln nieder. Von 1954 bis 1959 studierte er Eisenhüttenwesen an der RWTH Aachen und an der Bergakademie Clausthal. Zwischenzeitlich verbrachte er zwei Semester als Fulbright-Stipendiat an der Wesleyan University in Middletown (Connecticut) (USA). Er war 1957 AStA-Vorsitzender an der RWTH Aachen und 1957/58 Zweiter Vorsitzender des Verbandes Deutscher Studentenschaften (VDS). 1964 wurde er in Clausthal promoviert.

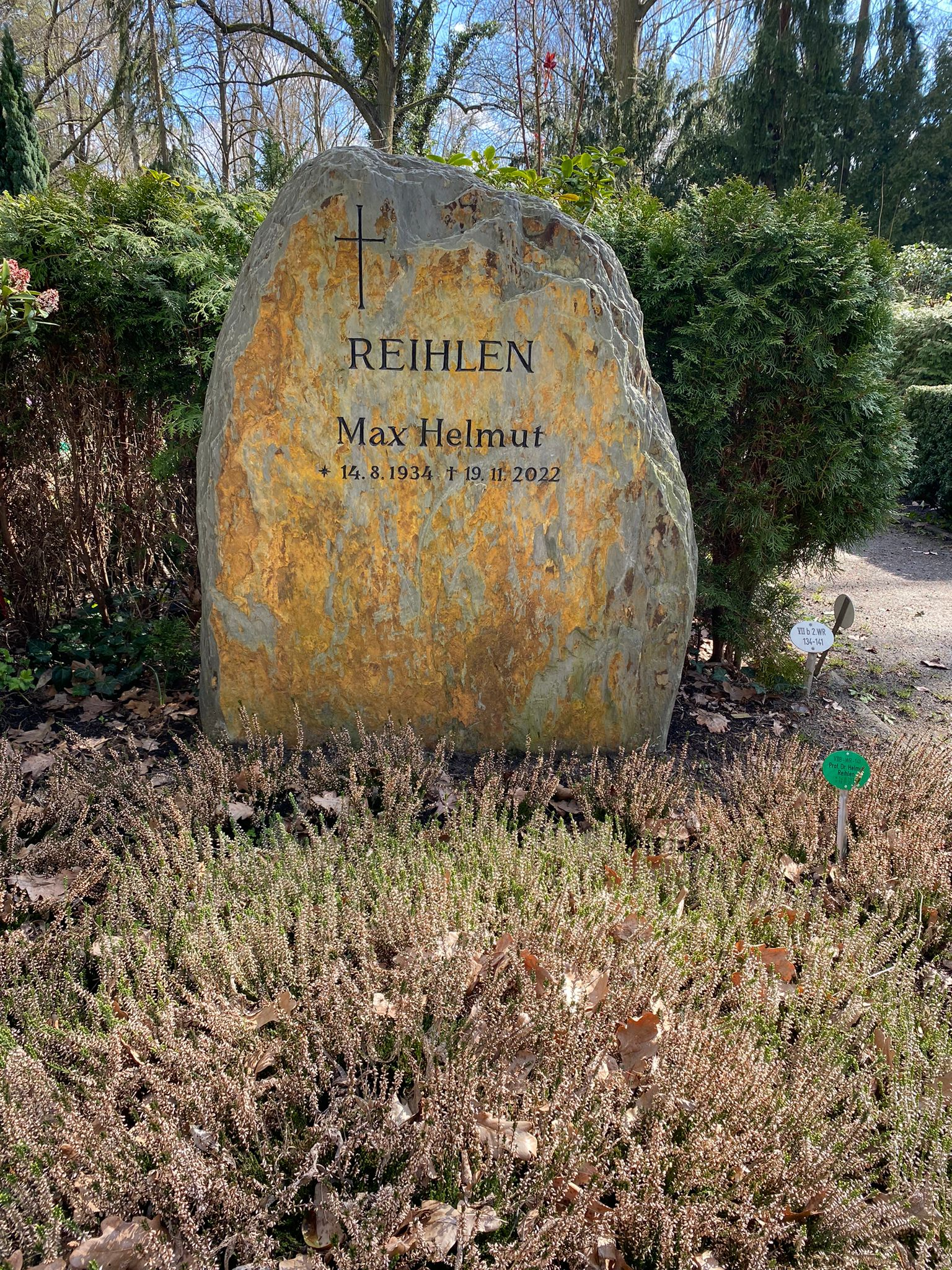
Grabstätte auf dem Friedhof Lichterfelde

Von 1960 bis 1970 arbeitete Reihlen als leitender Angestellter für die Deutsche Maschinenbau-Aktiengesellschaft (DEMAG) in Rheinhausen. Er zog 1971 nach Berlin und war bis 1976 Mitglied der Geschäftsleitung des Deutschen Instituts für Normung (DIN). Von 1977 bis 1999 war er Direktor des DIN. Von 1984 bis 1993 übernahm Reihlen den Vorsitz des Verwaltungsrates der Stiftung Warentest.
Neben seiner beruflichen Laufbahn engagierte Reihlen sich in Politik und Kirche. 1966 wurde er Mitglied der SPD. Ab dem Ende der 1960er Jahre übernahm er eine Reihe kirchlicher Ehrenämter. Von 1979 bis 1997 war er Präses der Landessynode der Evangelischen Kirche in Berlin-Brandenburg. In dieser Zeit moderierte er die Wiedervereinigung der gespaltenen Evangelischen Landeskirche in Berlin-Brandenburg. Außerdem war Reihlen von 1985 bis 2003 Mitglied der Synode der Evangelischen Kirche in Deutschland (EKD). Reihlen gehörte zum Domkapitel Brandenburg und fungierte von 1999 bis 2007 als Kurator des Brandenburger Domstifts.
Er engagierte sich für die Auseinandersetzung mit Leben und Werk Dietrich Bonhoeffers in Erinnerungskultur und Wissenschaft.
Er war mit der Zahnmedizinerin Erika Reihlen verheiratet. Der Ehe entstammen drei gemeinsame Kinder.
Helmut Reihlen starb am 19. November 2022 im Alter von 88 Jahren und wurde auf dem Friedhof Lichterfelde (Grablage VIIB-WR-141) beigesetzt.

## Ehrungen und Auszeichnungen
- 1988: Honorarprofessor an der Technischen Universität Clausthal
- 1989: Verdienstorden der Bundesrepublik Deutschland (Verdienstkreuz 1. Klasse)
- 1991: Johann-Hinrich-Wichern-Plakette des Diakonischen Werkes der Evangelischen Kirche Berlin-Brandenburg
- 1995: Union Medal des Union Theological Seminary in New York City
- 2006: Verdienstorden des Landes Brandenburg
- 2008: Christian-Peter-Beuth-Preis

## Schriften
- Christian Peter Wilhelm Beuth. Eine Betrachtung zur preußischen Politik der Gewerbeförderung in der 1. Hälfte des 19. Jahrhunderts. Köln/Berlin 1992, 4., überarb. Aufl. Berlin 2014.
- (Hrsg.). Liturgische Gewänder und andere Paramente im Dom zu Brandenburg, Regensburg 2004.
- (Hrsg.). Heilige Gewänder, Textile Kunstwerke. Die Gewänder des Doms zu Brandenburg im mittelalterlichen und lutherischen Gottesdienst, Regensburg 2005.
- (Hrsg.). St. Petri Brandenburg/Havel. Bauhistorische Untersuchungen, Regensburg 2007.